# Truyện tình Châu Giang
Truyện tình Châu Giang (tiếng Trung: 情滿珠江 / Tình mãn Châu Giang) là một phim chính luận do Vương Tiến và Viên Thế Kỷ đồng đạo diễn, xuất phẩm ngày 01 tháng 12 năm 1993 tại Bắc Kinh.

## Lịch sử
Truyện phim xoay quanh cuộc sống và những vui buồn của bốn thanh niên Quảng Châu tham gia phong trào thượng sơn hạ hương những năm Văn Cách, rồi làm thế nào họ vươn lên thoát nghèo và biến Quảng Châu thành một đô thị tân tiến, thịnh vượng. Đồng thời, khơi dậy trong thanh niên lòng yêu sống và khát vọng trưởng thành trong xã hội mỗi ngày một tiến bộ, phức tạp.
Phim thẳng thắn đề cập đến mấy vấn đề chính trị - xã hội rất tế nhị trong lịch sử Trung Quốc hiện đại, mà cụ thể là khu vực Quảng Đông. Đó là nạn đào tẩu sang Hồng Kông để thoát đói của lớp trí thức trẻ. Họ bất chấp mọi lệnh cấm và cả hiểm nguy để về nhà, bỏ lại sau lưng cái đói, cái rét và những ngày lao lực ở nơi lam sơn chướng khí. Phim cũng khắc họa cuộc đấu tranh cả công khai và bí mật giữa các doanh nghiệp tư lập sau khi chính phủ phát động cải cách khai phóng kinh tế.
Nhà sản xuất Đồng Trí Dũng thừa nhận : "Chúng tôi không dám nghĩ thực hiện được bộ phim nếu không nhận được quan điểm cởi mở và thái độ sẵn sàng nhìn thẳng sự thật lịch sử của ban lãnh đạo tỉnh Quảng Đông".

## Nội dung
Nội dung phim xoay quanh bốn nhân vật gồm ba vai nữ chính là Lương Thục Trinh (Tả Linh đóng), Trương Việt Mỹ (Vương Lâm đóng), Đàm Dung (Phổ Siêu Anh đóng) và một nhân vật nam chính là Lâm Tất Thành (Nguy Tử đóng).
Thời kỳ cuối của của cuộc cách mạng văn hóa, họ là nhóm thanh niên bốn người, đều là những trí thức trẻ của thành phố Quảng Châu, được điều về vùng nông thôn sinh sống, lao động với quần chúng và học tập từ cuộc sống cần lao.
Trinh, Mỹ, Dung là ba cô gái xinh đẹp, mỗi người một vẻ và họ chơi thân với nhau. Mỹ đậm người, có vẻ đẹp sắc sảo, vốn con nhà giàu, theo Đạo Thiên Chúa. Trong thời kỳ cải cách, nhà cô còn giấu được một ít của cải không bị tịch thu xung vào công quỹ. Dung, vóc người cao to, tính không thiện tâm như hai bạn vì cô khá lẻo mép, thậm chí thảo mai và khéo léo theo kiểu giảo hoạt. Trinh cao dong dỏng, xinh gái với vẻ hiền thục và đó cũng là tính cách thật của cô. Nhà Trinh nghèo nhất trong ba người.
Cả Trinh, Mỹ và Dung đều đem lòng yêu chàng trai cùng nhóm có tên là Lâm Tất Thành. Nhưng Thành quý mến Trinh nhất nên họ đến với nhau và tiến tới hôn nhân. Thập kỷ 1970 kết thúc với biết bao điều cay đắng xảy ra trong cuộc đời của những con người trí thức trải qua một giai đoạn khá hỗn tạp. Thập kỷ 1980 mở ra với nhiều cải cách mới trong lĩnh vực kinh tế, mở ra cơ hội làm giàu cho mỗi cá nhân. Bốn người họ quay trở lại thành phố Quảng Châu.
Cũng lúc này, vợ chồng Thành và Trinh bắt đầu nhận thấy sự khác biệt về những giá trị cuộc sống mà họ theo đuổi và phương cách quá khác nhau giữa hai vợ chồng để đạt được thành công. Họ dần xa nhau. Có thể nói sự rạn nứt của hai vợ chồng chịu tác động vô hình từ những biến đổi nhanh chóng trong đời sống kinh tế xã hội đương thời.
Khi nghèo khó thì dễ đồng cam cộng khổ nhưng khi bắt đầu có tiền bạc lòng người dường như nguội lạnh. Thành và Trinh chia tay nhau. Thành đến với Mỹ và hai người kết hôn. Giờ đây Thành lại trở thành em rể của Dung. Sau này, Thành bị Dung lừa và phải vào tù. Cuộc sống của ba cô gái như có duyên nợ với nhau từ kiếp trước, họ luôn "đụng" phải nhau như "oan gia ngõ hẹp", ân oán tình - tiền như vòng tròn luẩn quẩn mà họ chẳng thể thoát ra...

## Kĩ thuật
Phim được thực hiện tại Quảng Đông năm 1993 dưới sự tán trợ kinh phí của chính phủ nhân dân tỉnh Quảng Đông cùng phương tiện kĩ thuật của đài truyền hình trung ương và địa phương.

### Sản xuất
- Thiết kế: Trâu Khải Vũ

### Diễn xuất
- Tả Linh... Lương Thục Trinh
- Nguy Tử... Lâm Tất Thành
- Vương Lâm... Trương Việt Mĩ
- Phổ Siêu Anh... Đàm Dung
- Từ Đông Phương... Toàn ca
- Trần Nhuệ... Mạch Kiên
- Trương Thiên Hỉ... Trương Việt Lương

## Hậu trường

### Nhạc nền
Sau khi phim phát sóng, ca khúc chủ đề chính được khán giả Việt Nam quen gọi Tình Châu Giang, được ca sĩ Cam Thơ thể hiện dưới nhan đề Người đi để lại nỗi buồn.
- Chỉ còn là dĩ vãng[2] (所有的往事)
Cam Bình ca
- Khi ta nhận ra nhau (當我看見你的時候)
Nguy Tử ca

### Ảnh hưởng
Tháng 01 năm 1993, các vị lãnh đạo chính phủ nhân dân tỉnh Quảng Đông có văn bản yêu cầu Hãng phim Châu Giang thực hiện một bộ phim truyền hình phản ánh cuộc đấu tranh cải cách khai phóng nền kinh tế tỉnh nhà cũng như phát triển vùng châu thổ Châu Giang. Tuy nhiên, ở thời điểm đó, Châu Giang còn là hãng phim rất non nớt, cho nên để bắt tay vào sản xuất, các nhà điện ảnh phải phối hợp với đài truyền hình trung ương và đài truyền hình tỉnh. Ngày 01 tháng 12 năm 1993, bộ phim Tình mãn Châu Giang ra mắt khán giả toàn quốc, được dư luận và báo giới tán thưởng nhiệt liệt.
Đến nay, Tình mãn Châu Giang được liệt vào hàng kiệt tác truyền hình Trung Quốc và cả Quảng Đông với đầy "những đặc điểm của tiếng Quảng Đông". Đồng thời, cũng là phim truyền hình Trung Quốc tiên phong xu hướng "kịch bản ngỏ" (劇本的先河). Bộ phim cũng góp phần thúc đẩy nền điện ảnh truyền hình còn sơ khai của khu vực cực Nam Trung Quốc. Theo khảo sát, bộ phim đạt tỉ suất bạn xem đài 400 triệu chỉ riêng tại Trung Quốc.
Tại Việt Nam, Tình mãn Châu Giang được kênh VTV1 giới thiệu dưới nhan đề Truyện tình Châu Giang, thuyết minh viên Thu Hiền, tại khung giờ vàng 21:00 năm 1995 ngay sau phim Khát vọng, mở ra thời kì ngắn ngủi phim truyền hình Quảng Đông áp đảo giờ vàng các kênh miền Bắc, đồng thời kéo theo xu hướng hợp tác làm phim giữa giới điện ảnh Hà Nội và Quảng Đông nhờ khoảng cách địa lý gần gũi thân tình. Riêng đạo diễn Viên Thế Kỷ trở thành gương mặt điện ảnh được nhiều nhân vật điện ảnh Việt Nam chú ý, mà về sau ông được mời chỉ đạo phim Nguyễn Ái Quốc ở Hồng Kông.